# Liste der Bischöfe von Brixworth
Die Liste der Bischöfe von Brixworth stellt die bischöflichen Titelträger der Church of England, der Diözese von Peterborough, in der Province of Canterbury dar. Der Titel wurde nach dem Dorf Brixworth benannt.
| Liste der Bischöfe von Brixworth | Liste der Bischöfe von Brixworth | Liste der Bischöfe von Brixworth | Liste der Bischöfe von Brixworth            |
| -------------------------------- | -------------------------------- | -------------------------------- | ------------------------------------------- |
| Von                              | Bis                              | Name                             | Anmerkungen                                 |
| 1989                             | 2002                             | Paul Barber                      |                                             |
| 2002                             | 2010                             | Frank White                      | danach Assistent des Bischofs von Newcastle |
| 2011                             | Gegenwart                        | John Holbrook                    |                                             |